# Capela da Virgem de Lourdes (Posto Santo)
A Capela da Virgem de Lourdes é um templo cristão localizado na freguesia açoriana do Posto Santo, concelho de Angra do Heroísmo, ilha Terceira, Arquipélago dos Açores, Portugal.
Este templo cristão está dedicado à evocação de Nossa Senhora de Lurdes e a sua data de construção recua ao século XIX.